# Elephantomyia curtirostris
Elephantomyia curtirostris là một loài ruồi trong họ Limoniidae. Chúng phân bố ở miền Tân bắc.